# Banyurasa
Banyurasa is een bestuurslaag in het regentschap Tasikmalaya van de provincie West-Java, Indonesië. Banyurasa telt 6417 inwoners (volkstelling 2010).